# Hala Sportowa Tasos Papadopulos – Elefteria
Hala Sportowa Tasos Papadopulos – Elefteria (gr. Κλειστό Γυμναστήριο Τάσσος Παπαδόπουλος – Ελευθερία, Klisto Jimnastirio Tasos Papadopulos – Elefteria) – hala sportowo-widowiskowa położona w Engomi, przedmieściach stolicy Cypru Nikozji. W maju 2009 roku hala została nazwana imieniem Tasosa Papadopulosa. Jest to drugi co do wielkości tego typu obiekt na Cyprze. Swoje mecze rozgrywają tutaj kluby Omonia Nikozja i ETHA Engomi oraz reprezentacja Cypru w koszykówce mężczyzn.
Hala powstała w 1993 roku i posiada 6000 miejsc siedzących. Wielokrotnie odbywały się w niej różne imprezy sportowe i kulturalne. W 1997 roku rozegrano tutaj finał koszykarskiego Pucharu Saporty, w którym zwyciężył Real Madryt. Ponadto w hali tej wielokrotnie organizowano finały Pucharu Cypru w koszykówce mężczyzn, a także spotkania cypryjskiej ligi koszykarskiej. W 2009 roku hala była jedną z aren Igrzysk Małych Państw Europy 2009. Odbywały się tutaj spotkania turnieju koszykarskiego. W 2000 roku w hali przeprowadzono także wybory Miss Universe, w których wygrała Lara Dutta.